# Těchařovice
Těchařovice település Csehországban, a Příbrami járásban. Těchařovice Tochovice, Zbenice, Vrančice, Tušovice és Svojšice településekkel határos. Lakosainak száma 43 fő (2024. január 1.).

## Népesség
A település lakosságának változását az alábbi diagram mutatja:
| Lakosok száma | 179  | 173  | 142  | 79   | 77   | 34   | 58   | 53   | 52   | 43   |
|               | 1869 | 1890 | 1921 | 1950 | 1980 | 2001 | 2017 | 2019 | 2022 | 2024 |